# Scheldeprijs 2020
De 108e editie van de Belgische wielerwedstrijd Scheldeprijs werd gehouden op 14 oktober 2020. De wedstrijd maakt onderdeel uit van de UCI ProSeries 2020. Vanwege de coronapandemie werd er een parcours uitgezet van tien rondjes van 17,4 kilometer. Zowel de start als de finish lag in Schoten. Titelverdediger was Fabio Jakobsen; hij werd opgevolgd door Caleb Ewan. Oorspronkelijk eindigde Pascal Ackermann als tweede, maar hij werd omwille van een onreglementaire sprint gedeclasseerd.

## Uitslag
| Plaats  | Naam                        | Ploeg                       | Tijd     |
| ------- | --------------------------- | --------------------------- | -------- |
| Winnaar | Caleb Ewan                  | Lotto Soudal                | 3u34'38" |
| 2       | Niccolò Bonifazio           | Total Direct Energie        | z.t.     |
| 3       | Bryan Coquard               | B&B Hotels-Vital Concept    | z.t.     |
| 4       | Tim Merlier                 | Alpecin-Fenix               | z.t.     |
| 5       | Jasper Philipsen            | UAE Team Emirates           | z.t.     |
| 6       | Amaury Capiot               | Sport Vlaanderen-Baloise    | z.t.     |
| 7       | Arvid de Kleijn             | Riwal-Readynez Cycling Team | z.t.     |
| 8       | Sam Bennett                 | Deceuninck–Quick-Step       | z.t.     |
| 9       | Itamar Einhorn              | Israel Start-Up Nation      | z.t.     |
| 10      | Romain Cardis               | Total Direct Energie        | z.t.     |
| 11      | Nacer Bouhanni              | Arkéa Samsic                | z.t.     |
| 12      | Michael van Staeyen         | Tarteletto-Isorex           | z.t.     |
| 13      | Alexander Kristoff          | UAE Team Emirates           | z.t.     |
| 14      | Edward Theuns               | Trek-Segafredo              | z.t.     |
| 15      | Hugo Hofstetter             | Israel Start-Up Nation      | z.t.     |
| 16      | Reinardt Janse van Rensburg | NTT Pro Cycling             | z.t.     |
| 17      | Max Kanter                  | Team Sunweb                 | z.t.     |
| 18      | Davide Martinelli           | Astana Pro Team             | z.t.     |
| 19      | Alfdan De Decker            | Circus-Wanty Gobert         | z.t.     |
| 20      | Jake Stewart                | Groupama-FDJ                | z.t.     |

Mannen: 1907 · 1908 · 1909 · 1910 · 1911 · 1912 · 1913 · 1914 · 1915 · 1916 · 1917 · 1918 · 1919 · 1920 · 1921 · 1922 · 1923 · 1924 · 1925 · 1926 · 1927 · 1928 · 1929 · 1930 · 1931 · 1932 · 1933 · 1934 · 1935 · 1936 · 1937 · 1938 · 1939 · 1940 · 1941 · 1942 · 1943 · 1944 · 1945 · 1946 · 1947 · 1948 · 1949 · 1950 · 1951 · 1952 · 1953 · 1954 · 1955 · 1956 · 1957 · 1958 · 1959 · 1960 · 1961 · 1962 · 1963 · 1964 · 1965 · 1966 · 1967 · 1968 · 1969 · 1970 · 1971 · 1972 · 1973 · 1974 · 1975 · 1976 · 1977 · 1978 · 1979 · 1980 · 1981 · 1982 · 1983 · 1984 · 1985 · 1986 · 1987 · 1988 · 1989 · 1990 · 1991 · 1992 · 1993 · 1994 · 1995 · 1996 · 1997 · 1998 · 1999 · 2000 · 2001 · 2002 · 2003 · 2004 · 2005 · 2006 · 2007 · 2008 · 2009 · 2010 · 2011 · 2012 · 2013 · 2014 · 2015 · 2016 · 2017 · 2018 · 2019 · 2020 · 2021 · 2022 · 2023 · 2024 · 2025
Vrouwen: 2021 · 2022 · 2023 · 2024 · 2025